# Raionul Șarhorod, Vinnița
Șarhorod (în ucraineană Шаргородський район, transliterat: Șarhorodskîi raion) este un raion în regiunea Vinnița, Ucraina. Reședința sa este orașul Șarhorod.

## Demografie
Componența lingvistică a raionului Șarhorod
     Ucraineană (98,92%)
     Alte limbi (0,99%)
Conform recensământului din 2001, majoritatea populației raionului Șarhorod era vorbitoare de ucraineană (98,92%), existând în minoritate și vorbitori de alte limbi.